# NGC 216
NGC 216 је лентикуларна галаксија у сазвежђу Кит која се налази на NGC листи објеката дубоког неба.
Деклинација објекта је - 21° 2' 43" а ректасцензија 0h 41m 27,1s. Привидна величина (магнитуда) објекта NGC 216 износи 12,7 а фотографска магнитуда 13,7. Налази се на удаљености од 19,1000 милиона парсека од Сунца. NGC 216 је још познат и под ознакама ESO 540-15, MCG -4-2-35, HARO 13, PGC 2478.